# Das Recht der Ungeborenen
Das Recht der Ungeborenen ist ein die Problematik des Schwangerschaftsabbruchs behandelndes, deutsches Stummfilmdrama aus dem Jahre 1929 von Adolf Trotz.

## Handlung
Elsa Lohrmann hat es als Opernsängerin zu einigem Ruhm gebracht. Nachdem sie Rolf Stürmer, einen Architekten, geheiratet hat, wird sie rasch schwanger. Dies passt ihr aber gar nicht ins Karrierekonzept, und so lässt sie noch während einer Tournee bei sich einen Schwangerschaftsabbruch vornehmen. Rolf ist sehr betrübt angesichts Elsas ureigener Entscheidung, zumal er sehr gern Vater werden würde. Elsa muss erkennen, dass es für ihr zukünftiges Eheglück unabdingbar sein wird, ihrem Neugatten einen Stammhalter zu schenken. Sie setzt sich ans Klavier und intoniert symbolhaft zur Freude Rolfs ein Wiegenlied. Es ist ein Zeichen dafür, dass sich Elsa für die Familie und gegen eine Weiterführung ihrer Karriere entschieden hat.
Die zweite Geschichte führt in das Leben von Peter Mahler, den Bauführer Rolfs. Er ist mit einer älteren Frau verheiratet und hat mit ihr drei Kinder in die Welt gesetzt. Der einfache Arbeiter stürzt auf einer Baustelle in die Tiefe und wird so zum Invaliden. Nun muss seine Frau die Familie ernähren. Als Frau Mahler ein viertes Kind erwartet, scheint die Katastrophe perfekt. Eigentlich würde sie aus dieser Notlage heraus den Fötus gern abtreiben, doch dem Arzt sind angesichts der geltenden Rechtslage die Hände gebunden. Erst als Frau Mahler infolge allgemeiner Erschöpfung zusammenbricht, kann der Mediziner den Eingriff vornehmen. Rolf Stürmer entscheidet sich indessen dazu, seinem Bauführer unter die Arme zu greifen und eines seiner Kinder in Pflege zu nehmen.

## Produktionsnotizen
Das Recht der Ungeborenen entstand von Januar bis Februar 1929 in den Efa-Ateliers und passierte am 22. Februar 1929 die Zensur. Am 7. Juni 1929 erfolgte die Uraufführung in Berlins Atrium-Kino. Der mit Jugendverbot belegte Film besaß eine Länge von 2394 Metern, verteilt auf sechs Akte.
Ruth Schering lieferte die Filmidee, Hans Jacoby gestaltete die Bauten. 

## Kritik
„Ein Film, der unbekümmert um die Zeitnöte Propaganda für das Kinderkriegen macht. Alles geht wie in einem Pastoren-Märchen zu: Die armen Leute bekommen willig jedes Jahr ihr Kind, und die mondänen Herrschaften werden durch dieses gute Beispiel bewogen, vom „Hausarzt“ abzulassen.“

„Das Recht der Ungeborenen … ist ein Versuch, für den Abtreibungsparagraphen Propaganda zu machen, aber selbst dessen Befürwortern dürfte diese Filmarbeit Adolf Trotz‘ wenig Erbauung bereiten. In diesem Film ist alles in Tränen gebadet und alles edelmütig, und die Dickflüssigkeit des Handlungsablaufes übertrifft selbst das Höchstmaß dessen, das in dieser Hinsicht Deutschlands Filme zu erreichen pflegen.“